# Lars Jakobsen (fodboldspiller, født 1961)
 For alternative betydninger, se Lars Jakobsen. (Se også artikler, som begynder med Lars Jakobsen)
Lars Jakobsen (f. 4. november 1961) er en tidligere dansk fodboldspiller. Han opnåede 4 A-landskampe for Danmark og scorede 1 mål.
Da han var 25 år blev han udlejet til Aston Villa. Der gik et år, så kom han tilbage til OB, hvorefter han kom på landsholdet. Han skulle rigtig være med i truppen i 92 hvor danmark vandt EM men han var skadet. Han bor i dag i Middelfart.

## Klubkarriere
- Aston Villa
- OB
- Nørre Aaby